# Mercedes-Benz S-класс
Mercedes-Benz S-класс (ориг. S-Klasse, от нем. Sonderklasse — «особый класс») — флагманская серия представительских автомобилей немецкой компании Mercedes-Benz, дочернего подразделения концерна Daimler AG. Представляет собой наиболее значимую линейку моделей в иерархии классов торговой марки. Первые представительские седаны появились ещё в начале 1950-х годов, но официально S-класс появился лишь в 1972 году. В настоящее время серия состоит из 7 поколений: W116, представленного в 1972 году и выпускавшегося до 1980 года; W126, дебютировавшего в 1979 году; W140, выпускавшегося с 1991 до 1999 года; W220, поступившего в продажу в 1998 году и завершивший производство в 2005; W221, представленного в 2005 году и собиравшегося до 2013 года включительно; W222, дебютировавшего в 2013 году и выпускавшегося до 2020; W223, премьера которого состоялась в 2020 году.
На автомобилях S-класса дебютирует большинство наиболее современных технологических решений компании, в том числе системы безопасности и ключевые особенности фирменного интерьера. По показателям продаж модели флагманской серии оцениваются как одни из самых продаваемых роскошных седанов в мире.
Все представители S-класса выпускаются в коротко- и длиннобазной модификациях (с приставкой «L») с бензиновыми, дизельными и гибридными двигателями в конфигурациях I4, V6, V8 и V12. Модели, собранные в Мексике или продаваемые в США, доступны только в варианте с длинной колёсной базой. Все поколения, начиная с третьего (W140), имеют высокопроизводительные модификации от подразделения Mercedes-AMG.
Помимо седанов, в состав серии также входят купе и кабриолеты. Кроме того, на базе S-класса созданы роскошные автомобили Mercedes-Maybach и лимузины Mercedes-Maybach Pullman. В 1998 году для купе S-класса был выделен отдельный CL-класс, однако в июне 2014 года компания вновь вернулась к оригинальной линейке. В 2016 году была представлена первая модификация в кузове кабриолет.
Основными рыночными конкурентами автомобилей S-класса выступают BMW 7, Audi A8, Jaguar XJ и Lexus LS.

## История

### Предшественники

#### Начало
Если не учитывать довоенные модели, то современные предшественники S-класса берут своё начало с 1951 года, когда на Франкфуртском автосалоне был представлен Mercedes-Benz W187. Конструкция автомобиля, хоть и была устаревшей, но это компенсировалось высоким качеством сборки и отделки, а также надёжностью автомобиля. Автомобиль производился в трёх вариантах кузовов: седан, купе и кабриолет. Все модели оснащались новым шестицилиндровым двигателем M180, мощность которого составляла 80 лошадиных сил, а крутящий момент был равен 142 Н·м. С августа 1952 по май 1953 года компания собрала особую серию из 41 автомобиля для нужд полиции.
Всего до 1954 года было построено 18 514 версий W187 (16 154 в кузове седан, 1278 + 997 в кузове кабриолет и 85 купе).
|     |  |     |  |     |
| 220 |  | 220 |  | 220 |

#### Понтонное поколение
Автомобили W187 хоть и оказались удачными, но при бурно развивающихся технологиях 1950-х не могли выдержать конкуренцию с импортируемыми автомобилями США. Поэтому в 1954 году появилась замена ввиду нового поколения автомобилей понтонного кузова.
Первый понтон 220а (W180) появился в марте 1954-го, и до апреля 1956-го было построено 25 937 автомобилей. В 1956 году, после запуска купе и кабриолета версии W180 (220S), седан преобразовали в 219-й W105. Внешне автомобили выглядели одинаково, за исключением хромирования деталей и наличия более мощного двигателя. Всего было построено 27 845 седанов 219 W105. В октябре 1958 года в серийное производство ушли двигатели с высокоточной механической системой впрыска топлива фирмы Robert Bosch GmbH. Автомобили W105 219 заменились на W128 220SE (нем. Einspritzmotor — инжекторный двигатель) и до августа 1959 года было построено 1974 таких седанов.
|      |  |     |  |     |  |       |  |       |
| 220a |  | 219 |  | 219 |  | 220SE |  | 220SE |

#### Плавники
Конец 1950-х резко меняет моду автомобилей, и взамен понтонов появляются крылатые «плавники» (нем. Heckflosse). Появившиеся в 1959 году модели 220, 220S и 220SE (111-й кузов), помимо упомянутых внешних деталей, первые в мире имели передние и задние зоны деформации, трёхточечное крепление ремней безопасности и четырёхступенчатую АКПП. Ввиду ввода нового S-класса в 1965 году все 220-е модели заменяются на 230S, которая выпускалась вплоть до 1968 года. Всего было построено 337 803 седанов W111, в том числе 69 691 220-х, 161 119 200S, 65 886220SE и 41 107 230S.
В 1961 году появилась модель W112 300SE, автомобиль имевший одинаковый со 111-м кузов, но был предназначен для замены не понтонной семьи 220-х, а роскошной серии 300-х W186 и лимузинов W189. Внешне автомобили отличались более хромированной отделкой, а внутри более роскошным салоном, пневматической подвеской и более мощным двигателем. С 1963 года появилась версия с длинной базой 300SEL. Всего по 1965 год было выпущено 6748 автомобилей 300SE (включая 1546 удлинённых).
|     |  |      |  |      |  |      |  |       |
| 220 |  | 220S |  | 220S |  | 230S |  | 300SE |

#### Четвёртое поколение
Мода на крылья ушла так же быстро, как и пришла, но при этом во многих других отношениях автомобили W111 и W112 остались удачными и многие их черты видны на моделях, которые в 1965 году их заменили: W108 и W109. Новые автомобили отличались друг от друга колесной базой (W109 была на 10 см длиннее), двигателями и салоном (W109 была наследником более роскошной W112). Модельный ряд W108 открывали 250S, 250SE и 300SE. В 1968 году их заменили более мощные 280S, 280SE и 280SEL, а в 1971 последнюю заменила модель 280SE 3.5 W109-й ряд изначально ограничивался моделью 300SEL, но в 1967 году Мерседес принимает решение оснащать S-класс двигателями V8. Так появляются модели 300SEL 3.5 (c 1969 г.) и 300SEL 4.5 (c 1971 г.). Но самой мощной моделью становится Mercedes-Benz 300SEL 6.3, оснащённый двигателем от лимузина W100 600.
На момент прекращения производства в 1972 году был выпущен 383 361 автомобиль, включая 18 662 W109 (в том числе 6526 единиц 300SEL 6.3).
|      |  |      |  |       |  |        |  |            |
| 250S |  | 280S |  | 280SE |  | 300SEL |  | 300SEL 6.3 |

### S-класс

#### Первое поколение (W116, 1972—1980)
Автомобиль W116 — первый официальный представитель S-класса, появившийся в августе 1972 года. Машина радикально отличалась от своего предшественника, внешний дизайн имел более мужественный, но при этом спортивный характер, который продолжится на всех моделях автомобиля вплоть до середины 1990-х годов.
Изначально семейство включало четыре модели — шестицилиндровые 280S, 280SE и восьмицилиндровые 350SE и 450SE. Год спустя появились модели с длинной базой V116 350SEL и 450SEL (280SEL c 1974-го). Модельный ряд пополняется в 1975 году автомобилем Mercedes-Benz 450SEL 6.9, который как и упомянутый выше 300SEL 6.3 серии W109 оснащался мощным двигателем M100 600-го лимузина. В 1978 году появляется уникальная модель 300SD с турбодизелем, которая выпускалась только для экспорта в США и Канаду, одновременно в 1978 году на топ-версию 450SEL 6.9 116-й серии впервые в мире устанавливается антиблокировочная система. Её цена поначалу была крайне велика и достигала 10 % от цены весьма недешёвого автомобиля.
В середине 1980 года завершается производство первого S-класса. Всего было выпущено 473 035 автомобилей, в том числе 78 256 V116 (включая 7380 450SEL 6.9) и 28 634 дизельные версии. Если учесть, что нефтяной кризис 1973 года совпал с началом выпуска автомобиля, то успех производства такого масштаба особо впечатляет благодаря высокому качеству и экспорту по всему миру.
|      |  |        |  |       |  |       |  |            |
| 280S |  | 280SEL |  | 300SD |  | 450SE |  | 450SEL 6.9 |

#### Второе поколение (W126, 1979—1992)
В сентябре 1979 года на Франкфуртском автосалоне был показан автомобиль, который перевернул весь дизайн автомобильного мира и мгновенно отбросил в тень своего предшественника W116. Внешне автомобиль W126, созданный дизайнером Бруно Сакко, имел органичный дизайн, который блестяще скомбинировал спортивный характер и сохранил престижную внешность. Автомобили комплектовались подушками безопасности, преднатяжителями ремней и многими другими новшествами, которые впоследствии перешли на другие автомобили.
Изначально гамма моделей включала 280S и 280SE с рядным шестицилиндровым двигателем и 380SE с V8. В 1980-м году их дополнила 500SE, а также длиннобазные модели 280SEL, 380SEL и флагман 500SEL. Появилась и турбодизельная модель для экспорта в Северную Америку — 300SD. Популярность второго поколения S-класса, включая длиннобазные версии, на всех рынках оказалась настолько высокой, что уже в 1981 году это привело к прекращению производства представительского «шестисотого» лимузина W100. В 1985 году автомобили подверглись капитальному обновлению, в ходе которого из модельной линейки была выведена последняя карбюраторная модель S-класса 280S. Модельный ряд открывали «шестерки» 300SE и 300SEL, а за ними шли автомобили с V8 420SE/SEL, 500SE/SEL и новый флагман 560SE/560SEL. А на американский рынок также вышла 300SDL (до 1987-го в 1990-м появились модели 350SD и 350SDL).
Серия W126 стала самой успешной во всей линейке S-класса по длительности производства и количеству построенных экземпляров, несмотря на то, что её сменило уже три последующих поколения. Серию производили вплоть до 1991 года (500 и 560SEL — до 92-го) и за 12 лет было выпущено 818 105 седанов.
|       |  |       |  |       |  |        |  |        |
| 380SE |  | 420SE |  | 500SE |  | 500SEL |  | 560SEL |

#### Третье поколение (W140, 1991—1998)
В марте 1991 года на Женевском автосалоне дебютировала самая крупногабаритная в истории S-класса серия W140. Автомобиль отличался сенсационным количеством самых передовых технических новшеств: от стеклопакетов до задних антенн. Но главным преимуществом 140-й серии, помимо обширной линейки традиционных моторов, включавшей рядные «шестерки» (модели 300SE/SEL) и V8 (400SE/SEL и 500SE/500SEL), стал первый в истории знаменитой марки двигатель V12, устанавливавшийся на новые флагманские модели 600SE и 600SEL. Таким образом, серия W140 S-класса стала не только прямым наследником W126-й серии, но и легендарного 600-го лимузина W100 (1963—1981).
В 1992 году появились две новые бюджетные модели: бензиновая 300SE 2.8 и турбодизельная 300SD, предложенная уже не только для североамериканского рынка. Осенью 1993-го фирма приняла новую систему классификации, согласно которой вместо соответственно 300SD, 300SE 2.8, 300SE/SEL, 400SE/SEL, 500SE/SEL и 600SE/SEL появились S350 Turbodiesel, S280, S320/S320L, S420/S420L, S500/S500L и S600/S600L.

##### Рестайлинг (1994)
В марте 1994 года седан подвергается рестайлингу. Внешне автомобиль меняет оранжевые стёкла указателей поворота на прозрачные, а сзади получает новые фонари. Помимо этого, снижается клиренс автомобиля, а матовые пластиковые бамперы начинают окрашивать в цвет кузова. Внутри автомобиль получает обновлённую электронику и новый салон. В 1996 гг. серия W140 получает такие хайтековские электронные системы как Parktronic и GPS-навигатор. В 1996 году от S-класса официально отделяется купе, ставшее отдельным CL-классом, а также появляется новая дизельная модель S300 Turbodiesel.
Всего по сентябрь 1998 года было выпущено 406 710 седанов (в том числе 28 101 «дизель»), 218 119 длиннобазных W140, и 35 916 «шестисотых». Мировые (и особенно европейские) продажи серии W140 не смогли повторить успех предшественника, отчасти из-за высокой цены и слишком «вызывающих» габаритов, что не приветствовалось в политкорректных странах Западной Европы, но именно благодаря этим же причинам данная серия автомобилей Mercedes-Benz оставила весьма заметный след в новейшей российской истории 1990-х.
|       |  |       |  |      |  |                  |  |      |
| 400SE |  | 400SE |  | S320 |  | S350 Turbodiesel |  | S600 |

#### Четвёртое поколение (W220, 1998—2005)
Во второй половине 1990-х концерн Daimler-Benz, вошедший в транснациональную группу DaimlerChrysler, был вынужден пересмотреть свою излишне консервативную концепцию автомобиля представительского класса (сегмент F по европейской классификации), предполагавшую, что такой автомобиль должен быть самым импозантным как по дизайну, так и быть самым комфортабельным, а значит, тяжелым и сложным по конструкции. Соответственно большой расход топлива и дорогое техническое обслуживание в расчёт не принимались. Фирма переориентировалась на более элегантный стиль, предполагавший сохранение просторного салона, насыщенного разнообразными высокотехнологичными приспособлениями для повышения комфорта, но при более компактных внешних габаритах и большей экономичности за счёт облегчения конструкции автомобиля. Появившийся летом 1998 года S-класс W220 был на 300 кг легче и на 120 мм короче своего предшественника и отличался футуристическим дизайном кузова с округлёнными деталями экстерьера. При этом внутренний объём салона оказался даже увеличенным, а насыщенность самой разнообразной электроникой только возросла.
Если прежние дизельные модели S-класса изначально ограничивались экспортом на рынок США (прежде всего для выполнения маркой Mercedes-Benz топливных норм CAFE), а потому оставались лишь бюджетными моделями с ограниченным тиражом, реализовавшимися, преимущественно, через флит-продажи, то после появления революционной технологии Common Rail новая бюджетная модель S320 CDI стала весьма популярной уже и на прочих рынках, и у частных покупателей. Дизельную линейку пополнила также флагманская модель S400 CDI с турбодизелем V8. Бензиновая линейка серии W220 начинались с V6 — S280 (для экспорта в Азию), S320 (1998—2002) и S350 (2002—2005), продолжалась V8 (S430 и S500) и завершалась флагманским V12 на модели S600. В 1999 году, после покупки компанией Mercedes-Benz тюнинговой фирмы AMG, в фирменной линейке появилась «спортивная» модель S55 AMG с форсированным двигателем V8. Существовали также более редкие версии с V12 — S63 AMG (2002) и S65 AMG (2004—2005).

##### Рестайлинг (2002)
В 2000 году концерн Daimler AG приступил к разработке концепции фейслифтинга для автомобиля. Модернизированная версия, получившая более аэродинамическую переднюю часть и обновлённые задние фонари, стала доступна для покупателей с сентября 2002 года. В целом, за исключением установленной решётки радиатора под более вертикальным углом, нового прозрачного корпуса для фар и более низких воздухозаборников на переднем бампере, общий вид автомобиля остался без изменений. Кроме того пополнилась линейка двигателей и появилась полноприводная версия 4MATIC с электронным управлением тяги, которая распределяла мощность двигателя следующим образом: 40 % на переднюю и 60 % на заднюю ось. Все автомобили серии в стандартной комплектации обзавелись системой мультимедиа COMAND, а модель S600 получила дополнительно систему навигации
Серия W220 оказалась достаточно успешной: всего было выпущено 485 000 седанов. Тем не менее, модель начали преследовать хронические поломки таких агрегатов как пневматическая подвеска, особенно на автомобилях раннего выпуска (до 2002-го), что подпортило репутацию не только данной серии S-класса, но и нанесло чувствительный урон брэнду Mercedes-Benz в целом, начавшему заметно уступать свои рыночные позиции не только соотечественному конкуренту BMW, но и японским премиальным брендам Lexus и Infiniti.
|          |  |      |  |      |  |      |  |         |
| S320 CDI |  | S430 |  | S500 |  | S600 |  | S65 AMG |

#### Пятое поколение (W221, 2005—2013)
S-класс в 221 кузове был впервые показан публике осенью 2005 года. В экстерьере автомобиля (особенно в объёмных арках колёс) явно просматриваются мотивы ретро-стайлинга и влияние лимузина Maybach W240. Пакет электронных систем включал самые современные и разнообразные системы безопасности и комфорта. Модельный ряд включал бензиновые S300 (для экспорта в Азию), S350 с V6, S450 и S500 с V8 (в США — S550) и S600 с V12, а также дизельные модели S320 CDI и S420 CDI. Топ-моделями считаются две модели AMG S63 и S65.
В 2008 году из-за резко возросших мировых цен на топливо и заинтересованности общественности в «зелёных» технологиях, впервые в истории S-класса появилась гибридная модель S400 Hybrid.

##### Рестайлинг (2009)
В 2009 году серия W221 подверглась рестайлингу, а также получила опционную полноприводную трансмиссию и ряд новых электронных систем и экологичные дизельные версии Bluetec с фильтрами в выпускной системе. С конца 2010 года в серии W221 появились новые дизельные (CDI) и бензиновые (CGI) модели S250 CDI, S350 CDI и S350 CGI и S500 CGI.
|              |  |          |  |      |  |      |  |         |
| S300 BlueTec |  | S320 CDI |  | S500 |  | S600 |  | S65 AMG |

#### Шестое поколение W222 (2013—2020)
Шестое поколение флагманской серии представительских автомобилей S-класса под кодовым названием W222 выпускался с 2013 по 2020 год. Разработкой дизайна, начатой ещё в 2009 году, занимался Роберт Лесник. Экстерьер новой модели позаимствован у CLA-класса и четвёртого поколения E-класса (W212). Презентация автомобиля состоялась 15 мая 2013 года в Гамбурге, Германия.
Выпускается в вариантах кузова седан (с укороченной и удлинённой колёсными базами), купе и кабриолет (с 2015 года). Кроме того, имеет высокопроизводительные модификации от подразделения Mercedes-AMG в лице S63 AMG и S65 AMG (оба доступны в кузовах седан, купе и кабриолет), а также наиболее роскошную версию лимузин — Pullman, собранный суббрендом Mercedes-Maybach. Помимо заводского подразделения AMG автомобиль пользуется популярностью у различных тюнинг-ателье.
В 2017 году был проведён рестайлинг, который привнёс изменения во внешний вид и набор электронных систем автомобиля, также был обновлён модельный ряд двигателей.
Через год после запуска во всех основных рынках Mercedes-Benz уже поставил более 100 000 моделей S-класса во всём мире.
|                                         |  |                                       |  |                              |  |                                    |  |                        |
| Mercedes-Benz S 500 (W222), вид спереди |  | Mercedes-Benz S 500 (W222), вид сзади |  | Передняя панель COMAND, W222 |  | Mercedes-Benz S 350 BlueTEC (W222) |  | Mercedes-Benz S 63 AMG |

#### Седьмое поколение W223 (2020)
В октябре 2020 года был представлен новый S-класс. Дизайн салона сильно изменился, но снаружи у автомобиля остались узнаваемые формы. Построен автомобиль на платформе MRA которая использовалась в C-классе. Автомобиль будет изготовлен в версии Mercedes-Maybach.
C 2021 на автомобилях будет устанавливаться автопилот 3 уровня.

## Производство и продажи

### Производство
Большинство моделей S-класса, включая W221, произведены на заводах Daimler AG в Зиндельфингене, Германия и в Mercedes-Benz Mexico в Сантьяго-Тьянгистенко-де-Галеана, Мексика. Кроме того, существуют производственные мощности в городе Пуна (Индия), Атланта (США), ранее — Ист-Лондон (Африка).
В целом, около 2,7 миллиона автомобилей S-класса были произведены за последние сорок лет.
- W116: 473 035;
- W126: 818 036;
- W140: 406 532;
- W220: 485 000;
- W221: 85 900 (2006),[27] 85 500 (2007),[27] 90 600 (2008),[28] 53 400 (2009), 66 500 (2010)[29], 68 969 (2011), 65 128 (2012)
- W222: 103 737 (2014)[30], 107 336 (2015)[30]

### Продажи
Статистика продаж автомобилей S-класса по годам и основным рынкам сбыта выглядит следующим образом:
| Календарный год | США          | Германия | Китай  | Европа | Россия | Канада |
| --------------- | ------------ | -------- | ------ | ------ | ------ | ------ |
| 1999            | —            | 22 966   | н/д    | 33 667 | н/д    | н/д    |
| 2000            | —            | 21 266   | н/д    | 31 395 | н/д    | н/д    |
| 2001            | 25 998       | 18 347   | н/д    | 30 609 | н/д    | н/д    |
| 2002            | 21 118       | 11 395   | н/д    | 21 331 | н/д    | н/д    |
| 2003            | 22 940       | 9865     | н/д    | 18 469 | 956    | н/д    |
| 2004            | 20 460       | 7045     | н/д    | 13 795 | 866    | 785    |
| 2005            | 16 036       | 6718     | н/д    | 12 609 | 918    | 455    |
| 2006            | 30 886       | 10 985   | н/д    | 24 858 | 2447   | 1205   |
| 2007            | 26 081       | 8262     | н/д    | 21 223 | 3840   | 1320   |
| 2008            | 17 787       | 8077     | н/д    | 16 589 | 3006   | 1026   |
| 2009            | 11 199       | 6617     | н/д    | 12 086 | 1347   | 748    |
| 2010            | 13 608 (955) | 5177     | 25 000 | 10 505 | 1727   | 763    |
| 2011            | 12 258       | 4730     | 31 050 | 9619   | 1621   | 744    |
| 2012            | 11 794       | 3304     | 33 140 | 7299   | 1626   | 715    |
| 2013            | 13 303       | 4963     | н/д    | 8736   | 1645   | 468    |
| 2014            | 25 276       | 8617     | н/д    | 17 638 | 4331   | 1094   |
| 2015            | 21 934       | н/д      | н/д    | 16 583 | н/д    | 1126   |
| 2016            | 18 803       | н/д      | н/д    | н/д    | н/д    | 1049   |

## Награды
Автомобиль S-класса удерживал первое место в индексе удовлетворённости клиентов по версии сервиса J.D. Power с 1987 по 1990 год. На счету серии также 7-кратное звание «Лучший люксовый автомобиль» по версии автомобильного издания What Car?, 5-кратное звание «Люксового автомобиля года» по версии Fleet News, звание «Автомобиль года» с 1981 по 1999 год по версии австралийского журнала Wheels, звание «Наиболее безопасного для пассажиров автомобиля года» за 1988—89 года от Страхового института дорожной безопасности США, премия «Европейский автомобиль года» за 1974 год, звание «Лучшая новинка» по версии американского ежемесячного научно-популярного журнала Popular Science и победа в категории «Лимузин года» по версии журнала Top Gear за 2006 год.
По заявлению компании, представитель семейства S-класса стал первым автомобилем в истории, получившим сертификат экологического соответствия стандартам от немецкой организации TÜV (нем. Technischer Überwachungsverein).

### Основная
- Eberhard Kittler. Typenkompass Mercedes-Benz Band 2. Personenwagen seit 1976. — Motorbuch Verlag, 2002. — ISBN 3613022095.
- Colin Pitt. Mercedes-Benz W126 W140 W220. — Unique Motor Books, 2002. — ISBN 1841555150.
- Matthias Röcke. Das neue große Mercedes-S-Klasse-Buch. — Heel, 2003. — ISBN 3898801586.
- Günter Engelen. Mercedes-Benz Personenwagen Band 4 Seit 1996. — Штутгарт, Германия: Motorbuch Verlag, 2003. — ISBN 3613023482.
- Fred Larimer. Mercedes-Benz Buyer's Guide: Roadsters, Coupes, and Convertibles. — США: MBI Publishing, 2004. — ISBN 0760318115.
- Heribert Hofner; Halwart Schrader. Mercedes-Benz Automobile Band 2: von 1964 bis heute. — Heel, 2005. — ISBN 3898804194.
- Martin Häußermann. Mercedes-Benz S-Class: The brochures since 1952. — Delius Klasing, 2006. — ISBN 3768817202.
- Martin Häußermann. Mercedes-Benz – The Large Coupés: The brochures since 1951. — Германия: Delius Klasing, 2006. — ISBN 3768818330.
- Harry Niemann. Personenwagen von Mercedes-Benz: Automobillegenden und Geschichten seit 1886. — Штутгарт, Германия: Motorbuch Verlag, 2006. — ISBN 3613025965.
- R.M. Clarke. Mercedes AMG Ultimate Portfolio 2000-2006. — Великобритания: Brooklands Books, 2007. — (Road Test Portfolio Series). — ISBN 9781855207486.
- James Taylor. Mercedes-Benz: Cars of the 1990s. — The Crowood Press, 2009. — С. 9–16, 173–190. — (Crowood AutoClassic Series). — ISBN 9781847970961.
- Rainer W. Schlegelmilch; Lehbrink, Hartmut; von Osterroth, Jochen. Mercedes. — Ullmann Publishing, 2013. — ISBN 9783848002672.
- James Taylor. Mercedes-Benz S-Class 1972-2013. — The Crowood Press, 2014. — ISBN 9781847975959.
- Christof Vieweg. Alles über die Mercedes-Benz-S-Klasse: eine Publikation der DaimlerChrysler-AG, Global Service. — Штутгарт, Германия: DaimlerChrysler-AG, Global Service, 2000. — ISBN 3932786149.

### Сервисные книги, руководство пользователя
- Ф. Ширяев. Mercedes-Benz S-класс серия W-140. Руководство по эксплуатации, ремонту и техническому обслуживанию. — Атлас-Пресс, 2004. — 312 с. — ISBN 5-9545-0016-9.
- Карпов И. А. Mercedes S-класса (W140). Устройство. Обслуживание. Ремонт. — РОКО, 2006. — 540 с. — ISBN 5-89744-081-6.